# اولاسناگر
شهر اولاسناگر (به انگلیسی: Ulhasnagar) با جمعیت ۵۶۳٫۷۵۵ نفر در ایالت مهاراشترا در کشور هند واقع شده‌است.